# Deutsche Leichtathletik-Meisterschaften 1968/Resultate
Der Hauptteil der Wettbewerbe bei den 68. Deutschen Leichtathletik-Meisterschaften wurde vom 16. bis 18. August 1968 im Berliner Olympiastadion ausgetragen.
In der hier vorliegenden Auflistung werden die in den verschiedenen Wettbewerben jeweils ersten sechs platzierten Leichtathletinnen und Leichtathleten aufgeführt.
Eine Übersicht mit den Medaillengewinnerinnen und -gewinnern sowie einigen Anmerkungen zu den Meisterschaften findet sich unter dem Link Deutsche Leichtathletik-Meisterschaften 1968.
Wie immer gab es zahlreiche Disziplinen, die zu anderen Terminen an anderen Orten stattfanden – in den folgenden Übersichten jeweils konkret benannt.
Hier die ausführlichen Ergebnislisten der Meisterschaften 1968:

## Meisterschaftsresultate Männer

### 100 m
| Platz | Athlet, Verein                                    | Zeit (s) |
| ----- | ------------------------------------------------- | -------- |
| 1     | Gert Metz (USC Mainz)                             | 10,3     |
| 2     | Gerhard Wucherer (TSV München-Ost)                | 10,3     |
| 3     | Karl-Peter Schmidtke (SV Salamander Kornwestheim) | 10,4     |
| 4     | Manfred Knickenberg (TSV Bayer 04 Leverkusen)     | 10,4     |
| 5     | Hartmut Wilke (TSV Bayer 04 Leverkusen)           | 10,5     |
| 6     | Jobst Hirscht (SV Polizei Hamburg)                | 10,6     |

Datum: 17. August

### 200 m
| Platz | Athlet, Verein                                      | Zeit (s) |
| ----- | --------------------------------------------------- | -------- |
| 1     | Martin Jellinghaus (TSV 1860 München)               | 20,6 DRe |
| 2     | Jochen Eigenherr (TSV Bayer 04 Leverkusen)          | 20,70000 |
| 3     | Gert Metz (USC Mainz)                               | 20,90000 |
| 4     | Dieter Hübner (SV Salamander Kornwestheim)          | 21,10000 |
| 5     | Hans-Jürgen Ehemann (SV St. Georg von 1895 Hamburg) | 21,30000 |
| 6     | Rainer Klein (Recklinghausen)                       | 21,30000 |

Datum: 18. August
Martin Jellinghaus stellte mit 20,6 s den von Manfred Germar gehaltenen deutschen Rekord ein und wurde nach seinem Titel über 400 m damit Doppelmeister. Bei den Olympischen Spielen 1968 im Oktober verbesserte der Meisterschaftszweite Jochen Eigenherr den Rekord auf 20,4 s und stellte damit den Europarekord ein.

### 400 m
| Platz | Athlet, Verein                        | Zeit (s) |
| ----- | ------------------------------------- | -------- |
| 1     | Martin Jellinghaus (TSV 1860 München) | 46,0     |
| 2     | Helmar Müller (VfB Stuttgart)         | 46,2     |
| 3     | Manfred Kinder (Wuppertaler SV)       | 46,3     |
| 4     | Fritz König (TSV Bayer 04 Leverkusen) | 46,5     |
| 5     | Fritz Roderfeld (Rot-Weiß Oberhausen) | 47,0     |
| 6     | Herbert Moser (FC Tuttlingen)         | 47,5     |

Datum: 17. August
Martin Jellinghaus stellte bei den Olympischen Spielen 1968 im Oktober mit 44,9 s den Europarekord ein.

### 800 m
| Platz | Athlet, Verein                                | Zeit (min) |
| ----- | --------------------------------------------- | ---------- |
| 1     | Walter Adams (SV Salamander Kornwestheim)     | 1:47,7     |
| 2     | Franz-Josef Kemper (Preußen Münster)          | 1:48,3     |
| 3     | Dirk von Maltitz (ASC Darmstadt)              | 1:49,2     |
| 4     | Franz-Josef Becker (Kölner Turnerschaft 1843) | 1:49,9     |
| 5     | Heiner Himstedt (Hannover 96)                 | 1:50,1     |
| 6     | Manfred Henne (TSG Balingen)                  | 1:50,3     |

Datum: 18. August

### 1500 m
| Platz | Athlet, Verein                        | Zeit (min) |
| ----- | ------------------------------------- | ---------- |
| 1     | Bodo Tümmler (SCC Berlin)             | 3:43,6     |
| 2     | Arnd Krüger (TSV Bayer 04 Leverkusen) | 3:45,3     |
| 3     | Volker Panzer (TSV Unterhaching)      | 3:47,2     |
| 4     | Karl-Heinz Schirmeier (TV Lahr)       | 3:47,3     |
| 5     | Jochen Temme (PSV Osnabrück)          | 3:48,1     |
| 6     | Udo-Jürgen Hennig (Hamburger SV)      | 3:48,4     |

Datum: 17. August

### 5000 m
| Platz | Athlet, Verein                          | Zeit (min) |
| ----- | --------------------------------------- | ---------- |
| 1     | Harald Norpoth (Preußen Münster)        | 14:05,0    |
| 2     | Wolfgang Falke (VfL Bochum)             | 14:08,6    |
| 3     | Werner Girke (VfL Wolfsburg)            | 14:08,8    |
| 4     | Manfred Arntz (Preußen Münster)         | 14:21,8    |
| 5     | Berthold Werthmann (SuS 09 Dinslaken)   | 14:24,0    |
| 6     | Dieter Schmidt (SV Saar 05 Saarbrücken) | 14:24,8    |

Datum: 18. August

### 10.000 m
| Platz | Athlet, Verein                          | Zeit (min) |
| ----- | --------------------------------------- | ---------- |
| 1     | Manfred Letzerich (Eintracht Wiesbaden) | 29:17,8    |
| 2     | Lutz Philipp (ASC Darmstadt)            | 29:18,6    |
| 3     | Joachim Ließ (SV Polizei Hamburg)       | 29:33,8    |
| 4     | Manfred Steffny (Elberfelder TG)        | 29:46,2    |
| 5     | Bernd-Dieter Hecht (Polizei SV Berlin)  | 29:53,2    |
| 6     | Klaus Addicks (SCC Berlin)              | 29:55,0    |

Datum: 17. August

### Marathon
| Platz | Athlet, Verein                            | Zeit (h)  |
| ----- | ----------------------------------------- | --------- |
| 1     | Hubert Riesner (SCC Berlin)               | 2:20:54,6 |
| 2     | Karl-Heinz Sievers (Preussen Krefeld)     | 2:21:20,0 |
| 3     | Paul Angenvoorth (FC Bayer 05 Uerdingen)  | 2:22:49,6 |
| 4     | Hans Hellbach (ASC Darmstadt)             | 2:25:55,6 |
| 5     | Karl-Heinz Speckmann (VfL Wolfsburg)      | 2:27:23,8 |
| 6     | Jens Wollenberg (Neuköllner Sportfreunde) | 2:27:55,2 |

Datum: 31. August
fand in Berlin statt

### Marathon, Mannschaftswertung
| Platz | Verein, Besetzung                                                       | Zeit (h) |
| ----- | ----------------------------------------------------------------------- | -------- |
| 1     | ASC Darmstadt (Hans Hellbach, Walter Weba, Helmut Reitz)                | 7:28:27  |
| 2     | Preussen Krefeld (Karl-Heinz Sievers, Werner Lulies, Hermann Tonnemann) | 7:34:45  |
| 3     | SCC Berlin (Hubert Riesner, Hermann Brecht, Kurt Petereit)              | 7:45:18  |
| 4     | SSV Hagen (Wilhelm Heuser, Lothar Reinshagen, Helmut Knobloch)          | 7:49:12  |
| 5     | SV Polizei Hamburg (Karl-Heinz Paetow, Wolfgang Fricke, Günter Bretag)  | 7:50:36  |
| 6     | Neuköllner Sportfreunde (Jens Wollenberg, Udo Haberer, Peter Bieler)    | 8:15:58  |

Datum: 31. August
fand in Berlin statt

### 110 m Hürden
| Platz | Athlet, Verein                             | Zeit (s) |
| ----- | ------------------------------------------ | -------- |
| 1     | Hinrich John (Hannover 96)                 | 13,9     |
| 2     | Werner Trzmiel (ASC Darmstadt)             | 14,0     |
| 3     | Günther Nickel (TSV Bayer 04 Leverkusen)   | 14,3     |
| 4     | Roland Strohhäcker (VfB Stuttgart)         | 14,5     |
| 5     | Heinz-Gerhard Besier (Eintracht Wiesbaden) | 14,7     |
| 6     | Eckart Berkes (USC Mainz)                  | 14,8     |

Datum: 17. August

### 400 m Hürden
| Platz | Athlet, Verein                     | Zeit (s) |
| ----- | ---------------------------------- | -------- |
| 1     | Rainer Schubert (TSV 1860 München) | 50,9     |
| 2     | Gerhard Hennige (ASC Darmstadt)    | 51,7     |
| 3     | Dieter Friedrich (Hannover 96)     | 52,2     |
| 4     | Gerd Böttger (LC Dortmund)         | 52,7     |
| 5     | Helmut Bösel (TV Heppenheim)       | 53,2     |
| 6     | Günther Küchler (USC Mainz)        | 53,5     |

Datum: 18. August
Kaum vorherzusehen aus diesen Ergebnissen waren die Leistungssteigerungen von Rainer Schubert und Gerhard Hennige im Oktober bei den Olympischen Spielen in Mexiko-Stadt, die sich schon in den Vor- und Zwischenläufen auf 49,2 s bzw. 49,1 s steigerten. Im Finale schließlich wurde Gerhard Hennige Olympiazweiter in 49,0 s (deutscher Rekord) und Rainer Schubert Siebter in 49,2 s.

### 3000 m Hindernis
| Platz | Athlet, Verein                            | Zeit (min) |
| ----- | ----------------------------------------- | ---------- |
| 1     | Klaus-Ludwig Brosius (Eintracht Duisburg) | 8:39,8     |
| 2     | Willi Wagner (TV Bad Dürkheim)            | 8:40,4     |
| 3     | Gerd Mölders (FC Bayer 05 Uerdingen)      | 8:48,6     |
| 4     | Rolf Burscheid (VfL Wolfsburg)            | 8:52,6     |
| 5     | Helmut Neumann (ASC Darmstadt)            | 8:55,6     |
| 6     | Leo Schorr (1. FC Saarbrücken)            | 9:00,4     |

Datum: 18. August

### 4 × 100 m Staffel
| Platz | Verein, Besetzung                                                                                  | Zeit (s) |
| ----- | -------------------------------------------------------------------------------------------------- | -------- |
| 1     | TSV 1860 München (Werner Fendt, Martin Jellinghaus, Volker Stöckel, Armin Rosch)                   | 40,2     |
| 2     | SV Salamander Kornwestheim (Dieter Enderlein, Dieter Hübner, Dieter Jurkschat, Hans-Jürgen Felsen) | 40,4     |
| 3     | USC Mainz (Werner v. Moltke, Günther Rudolph, Günter Bill, Wolfgang Ziegler)                       | 40,8     |
| 4     | 1. FC Kaiserslautern (Horst Schiebe, Helge Schrom, Bernd Roos, Mainka)                             | 40,8     |
| 5     | Vater Jahn Peine (Bernd Barlage, Kurt Koch, Bernd Darams, Rolf Lüders)                             | 40,9     |
| 6     | ASC Darmstadt (Peter Netuschil, Gustav Held, Helmut Lang, Werner Trzmiel)                          | 41,3     |

Datum: 18. August

### 4 × 400 m Staffel
| Platz | Verein, Besetzung                                                                         | Zeit (min) |
| ----- | ----------------------------------------------------------------------------------------- | ---------- |
| 1     | TSV Bayer 04 Leverkusen (Wolfgang Fischer, Paul Wagner, Gerhard Hennige, Siegfried König) | 3:06,9     |
| 2     | Hammer SpVg (Wolfgang Grabitz, Michael Grabitz, Waldemar Knaak, Wolfgang Roters)          | 3:12,1     |
| 3     | DJK Würzburg (Wilhelm Werner, Anton Adam, Hagen Stock, Peter Bernreuther)                 | 3:13,4     |
| 4     | Rot-Weiß Koblenz (Manfred Jansen, Lothar Hirsch, Werner Huhn, Peter Brühl)                | 3:13,6     |
| 5     | SV Polizei Hamburg (Zimmermann, Peter Jansen, Harm Sanders, Hans-Jürgen Rahn)             | 3:14,7     |
| 6     | DJK Andernach (Günter Kruse, Bernhard Schatz, Bernd Schofer, Lothar Weiske)               | 3:15,5     |

Datum: 18. August

### 3 × 1000 m Staffel
| Platz | Verein, Besetzung                                                                | Zeit (min) |
| ----- | -------------------------------------------------------------------------------- | ---------- |
| 1     | Preußen Münster (Wolf-Jochen Schulte-Hillen, Harald Norpoth, Franz-Josef Kemper) | 7:13,0     |
| 2     | TSV Bayer 04 Leverkusen (Herbert Ochsenbruch, Manfred Mentges, Arnd Krüger)      | 7:19,0     |
| 3     | Hamburger SV (Bernhard Danger, Udo-Jürgen Hennig, Erk Maasch)                    | 7:19,4     |
| 4     | Rot-Weiß Koblenz (Helmut Schradin, Peter Brühl, Lothar Hirsch)                   | 7:25,8     |
| 5     | SC Eintracht Kerpen (Bornefeld, Frank Thomé, Dirk Stratmann)                     | 7:26,4     |
| 6     | SV Polizei Hamburg (Ruth, Schmitz, Harm Sanders)                                 | 7:30,8     |

Datum: 1. September
fand in Hannover statt

### 20-km-Gehen
| Platz | Athlet, Verein                             | Zeit (h)  |
| ----- | ------------------------------------------ | --------- |
| 1     | Bernhard Nermerich (Eintracht Frankfurt)   | 1:29:52,0 |
| 2     | Julius Müller (Eintracht Frankfurt)        | 1:30:52,8 |
| 3     | Gerd Schuth (Hannover 96)                  | 1:33:55,8 |
| 4     | Horst-Rüdiger Magnor (Eintracht Frankfurt) | 1:33;08,2 |
| 5     | Heinz Mayr (TSV Salzgitter)                | 1:34:26,0 |
| 6     | Karl-Heinz Pape (TSV Salzgitter)           | 1:34:53,6 |

Datum: 16. August

### 20-km-Gehen, Mannschaftswertung
| Platz | Verein, Besetzung                                                               | Zeit (h)  |
| ----- | ------------------------------------------------------------------------------- | --------- |
| 1     | Eintracht Frankfurt I (Bernhard Nermerich, Julius Müller, Horst-Rüdiger Magnor) | 4:23:43,0 |
| 2     | TSV Salzgitter (Heinz Mayr, Karl-Heinz Pape, Gerhard Weidner)                   | 4:44:33,8 |
| 3     | Hannover 96 (Gerd Schuth, Hans-Jürgen Paul, Hannes Koch)                        | 4:47:01,2 |
| 4     | SCC Berlin (Jörg Voswinckel, Helmut Lewandowski, Volker von Schmude)            | 5:03:39,6 |
| 5     | Eintracht Frankfurt II (Ulrich Treisch, Helmut Munz, Hans Gräfe)                | 5:17:13,8 |
| 6     | Post-SV Tübingen (Siegfried Wegiel, Kurt Schreiber, Werner Neugart)             | 5:17:32,4 |

Datum: 16. August

### 50 km Gehen
| Platz | Athlet, Verein                             | Zeit (h)  |
| ----- | ------------------------------------------ | --------- |
| 1     | Bernhard Nermerich (Eintracht Frankfurt)   | 4:06:32,4 |
| 2     | Gerhard Weidner (TSV Salzgitter)           | 4:17:15,2 |
| 3     | Horst-Rüdiger Magnor (Eintracht Frankfurt) | 4:19:52,4 |
| 4     | Julius Müller (Eintracht Frankfurt)        | 4:29:24,0 |
| 5     | Werner Hupfeld (TSV Salzgitter)            | 4:35:25,0 |
| 6     | Jörg Voswinckel (SCC Berlin)               | 4:36:13,0 |

Datum: 21. Juli
fand in Friedrichsgabe statt

### 50 km Gehen, Mannschaftswertung
| Platz | Verein, Besetzung                                                               | Zeit (h)   |
| ----- | ------------------------------------------------------------------------------- | ---------- |
| 1     | Eintracht Frankfurt I (Bernhard Nermerich, Horst-Rüdiger Magnor, Julius Müller) | 12:55:48,4 |
| 2     | TSV Salzgitter (Gerhard Weidner, Werner Hupfeld, Heinz Mayr)                    | 13:35:47,2 |
| 3     | SCC Berlin (Jörg Voswinckel, Helmut Lewandowski, Jörn Bartels)                  | 13:34:26,0 |
| 4     | 1. FC Nürnberg (Karl-Heinz Adam, Kurt Vorbrugg, Rouke)                          | 15:25:19,0 |
| 5     | SC Grün-Weiß Paderborn (Spang, Gröpper, Peter Potthast)                         | 15:42:56,0 |
| 6     | Eintracht Frankfurt II (Hans Gräfe, Ulrich Treisch, Wehner)                     | 15:48:27,0 |

Datum: 21. Juli
fand in Friedrichsgabe statt

### Hochsprung
| Platz | Athlet, Verein                               | Höhe (m) |
| ----- | -------------------------------------------- | -------- |
| 1     | Thomas Zacharias (SCC Berlin)                | 2,12     |
| 2     | Gunther Spielvogel (TSV Bayer 04 Leverkusen) | 2,12     |
| 3     | Ingomar Sieghart (TSV 1860 München)          | 2,12     |
| 4     | Michael Wildförster (TSV 1860 München)       | 2,03     |
| 5     | Claus Tannigel (DJK Neuss)                   | 2,00     |
| 6     | Bernd Linnemann (SSV Westfalia Ahlen)        | 2,00     |
| 6     | Bernd Wellnhofer (TSV München-Ost)           | 2,00     |

Datum: 18. August

### Stabhochsprung
| Platz | Athlet, Verein                              | Höhe (m) |
| ----- | ------------------------------------------- | -------- |
| 1     | Klaus Lehnertz (KSV Hessen Kassel)          | 5,00     |
| 2     | Heinfried Engel (USC Mainz)                 | 5,00     |
| 3     | Claus Schiprowski (TSV Bayer 04 Leverkusen) | 4,90     |
| 4     | Robert Anders (SV Salamander Kornwestheim)  | 4,90     |
| 5     | Volker Ohl (SG Arheilgen)                   | 4,70     |
| 6     | Wolfgang Reinhardt (Eintracht Kerpen)       | 4,70     |

Datum: 17. August
Der Meisterschaftsdritte Claus Schiprowski steigerte sich bei den Olympischen Spielen im Oktober in Mexiko-Stadt auf die Europarekordhöhe von 5,40 m und wurde damit Olympiazweiter.

### Weitsprung
| Platz | Athlet, Verein                                | Weite (m) |
| ----- | --------------------------------------------- | --------- |
| 1     | Hermann Latzel (OSV Hörde)                    | 7,73      |
| 2     | Reinhold Boschert (Stuttgarter Kickers)       | 7,68      |
| 3     | Bernd Roos (1. FC Kaiserslautern)             | 7,61      |
| 4     | Hans Baumgartner (TV Heppenheim)              | 7,53      |
| 5     | Bernhard Stierle (SV Salamander Kornwestheim) | 7,35      |
| 6     | Wolfgang Delfs (THW Kiel)                     | 7,33      |

Datum: 17. August

### Dreisprung
| Platz | Athlet, Verein               | Weite (m) |
| ----- | ---------------------------- | --------- |
| 1     | Michael Sauer (USC Mainz)    | 16,11     |
| 2     | Günter Krivec (USC Mainz)    | 15,96     |
| 3     | Joachim Kugler (USC Mainz)   | 15,91     |
| 4     | Alwin Boosch (TG Mülheim)    | 15,49     |
| 5     | Bernd Trapp (OSC Berlin)     | 15,13     |
| 6     | Wolfgang Rapp (USC Freiburg) | 14,98     |

Datum: 18. August

### Kugelstoßen
| Platz | Athlet, Verein                             | Weite (m) |
| ----- | ------------------------------------------ | --------- |
| 1     | Heinfried Birlenbach (Sportfreunde Siegen) | 19,89     |
| 2     | Traugott Glöckler (USC Heidelberg)         | 18,45     |
| 3     | Werner Heger (USC Heidelberg)              | 17,62     |
| 4     | Ferdinand Schladen (Eintracht Bonn)        | 17,21     |
| 5     | Gerhard Sasse (SCC Berlin)                 | 16,77     |
| 6     | Horst Flecke (ASV Köln)                    | 16,66     |

Datum: 18. August

### Diskuswurf
| Platz | Athlet, Verein                          | Weite (m) |
| ----- | --------------------------------------- | --------- |
| 1     | Hein-Direck Neu (USC Mainz)             | 59,42     |
| 2     | Jens Reimers (Rot-Weiß Oberhausen)      | 57,48     |
| 3     | Klaus-Peter Hennig (Preußen Münster)    | 56,46     |
| 4     | Helmut Nysten (TSV Bayer 04 Leverkusen) | 52,00     |
| 5     | Dieter Gruse (ATV Düsseldorf)           | 51,78     |
| 6     | Fritz Kiesel (TSV 1860 München)         | 50,06     |

Datum: 17. August

### Hammerwurf
| Platz | Athlet, Verein                          | Weite (m) |
| ----- | --------------------------------------- | --------- |
| 1     | Uwe Beyer (Holstein Kiel)               | 69,52     |
| 2     | Hans Fahsl (TSV Bayer 04 Leverkusen)    | 67,34     |
| 3     | Lutz Caspers (MSV Duisburg)             | 64,54     |
| 4     | Franz-Josef Woltering (VfL Wolfsburg)   | 64,12     |
| 5     | Karl-Heinz Leverkühne (Hamburger SV)    | 63,62     |
| 6     | Lothar Matuschewski (Hertha Zehlendorf) | 61,64     |

Datum: 17. August

### Speerwurf
| Platz | Athlet, Verein                         | Weite (m) |
| ----- | -------------------------------------- | --------- |
| 1     | Hermann Salomon (USC Mainz)            | 80,50     |
| 2     | Klaus Wolfermann (SV Gendorf)          | 80,20     |
| 3     | Rolf Herings (TSV Bayer 04 Leverkusen) | 79,34     |
| 4     | Peter Mörbel (USC Mainz)               | 75,88     |
| 5     | Bernd Kotkowiak (SCC Berlin)           | 74,42     |
| 6     | Horst Timmer (Spvgg. Mölln)            | 72,66     |

Datum: 18. August

### Fünfkampf,1965er Wertung
| Platz | Athlet, Verein                       | P – offiz. Wert. | P – 85er Wert. |
| ----- | ------------------------------------ | ---------------- | -------------- |
| 1     | Horst Kley (SV Böblingen)            | 3464             | 3587           |
| 2     | Helmut Leitner (USC München)         | 3420             | 3523           |
| 3     | Werner Schallau (SuS Schalke 96)     | 3358             | 3482           |
| 4     | Wolfgang Tilly (Essener SV 1899)     | 3310             | 3448           |
| 5     | Walter Held (LG Nierstein-Oppenheim) | 3257             | 3359           |
| 6     | Werner Zumpe (TSV Dorfmark)          | 3257             | 3380           |

Datum: 31. August
fand in Hannover statt
Disziplinen des Fünfkampfs: Weitsprung, Speerwurf, 200 m, Diskuswurf, 1500 m

### Fünfkampf,1965er Wertung– Mannschaftswertung
| Platz | Verein, Besetzung                                                     | Leistung (Pkte) |
| ----- | --------------------------------------------------------------------- | --------------- |
| 1     | Essener SV 1899 (Wolfgang Tilly, Wessiepe, Hillig)                    | 9674            |
| 2     | Polizei SV Berlin (Klaus Beuschel, Eckard Kaspar, Wolfgang Kardetzky) | 9405            |
| 3     | TSV Dorfmark (Werner Zumpe, Kossel, Neugebauer)                       | 9202            |
| 4     | OSC Berlin (Schröder, Klaus-Dieter Ilius, Sven Güldenpfennig)         | 140             |
| 5     | ASC Darmstadt (Reiner Föhrenbach, Held, Würtenberger)                 | 9021            |
| 6     | SV Schwalbe Hanau (Assmann, Schmitt, Wirth)                           | 8981            |

Datum: 31. August
fand in Hannover statt

### Zehnkampf,1965er Wertung
| Platz | Athlet, Verein                              | P – offiz. Wert. | P – 85er Wert. |
| ----- | ------------------------------------------- | ---------------- | -------------- |
| 1     | Werner von Moltke (USC Mainz)               | 7768             | 7674           |
| 2     | Hans-Joachim Walde (USC Mainz)              | 7654             | 7516           |
| 3     | Manfred Bock (Hamburger SV)                 | 7351             | 7245           |
| 4     | Erich Klamma (TuS 04 Leverkusen)            | 7254             | 7083           |
| 5     | Herbert Swoboda (TV Kempten)                | 7156             | 6978           |
| 6     | Hans-Joachim Perk (TSV Bayer 04 Leverkusen) | 7085             | 6917           |

Datum: 31. August/1. September
fand in Hannover statt

### Zehnkampf,1965er Wertung– Mannschaftswertung
| Platz | Verein, Besetzung                                                | Leistung (Pke) |
| ----- | ---------------------------------------------------------------- | -------------- |
| 1     | TSV Bayer 04 Leverkusen (Hans-Joachim Perk, Romberg, Bernd Knut) | 21.072         |
| 2     | Hamburger SV (Manfred Bock, Gabriel, Donath)                     | 20.273         |
| 3     | TuS 04 Leverkusen (Erich Klamma, Rudolf Hars, Buchmüller)        | 20.151         |
| 4     | TG 1846 Göttingen (Helmut Grolman, Harro Timm, Jochen Funke)     | 19.213         |
| 5     | ATV Düsseldorf (Werner Eikmeier, Martin Latsch, Bernd Kramer)    | 18.275         |
| 6     | LG Troisdorf (Uli Schmedemann, Peter Haas, Lothar Heelweg)       | 18.063         |

Datum: 31. August/1. September
fand in Hannover statt

### WaldlaufMittelstrecke –2,9 km
| Platz | Athlet, Verein                               | Zeit (min) |
| ----- | -------------------------------------------- | ---------- |
| 1     | Harald Norpoth (Preußen Münster)             | 7:41,2     |
| 2     | Jürgen Schmidt (Hamburger SV)                | 7:42,4     |
| 3     | Karl Eyerkaufer (SV Schwalbe Hanau)          | 7:44,2     |
| 4     | Hans-Werner Wogatzky (Hamburger SV)          | 7:44,8     |
| 5     | Werner Girke (VfL Wolfsburg)                 | 7:45,8     |
| 6     | Wolf-Jochen Schulte-Hillen (Preußen Münster) | 7:51,6     |

Datum: 21. April
fand in Karlsruhe statt

### WaldlaufMittelstrecke, Mannschaftswertung
| Platz | Verein, Besetzung                                                             | (Pkte)               |
| ----- | ----------------------------------------------------------------------------- | -------------------- |
| 1     | Preußen Münster (Harald Norpoth, Wolf-Jochen Schulte-Hillen, Manfred Arntz)   | 14 (Plätze 01/6/7)   |
| 2     | Hamburger SV (Jürgen Schmidt, Hans-Werner Wogatzky, Erk Maasch)               | 14 (Plätze 02/4/8)   |
| 3     | Eichenkreuz Neureut (Wilfried Schmidt, Bernd Seith, Schwarz)                  | 53 (Plätze 09/11/33) |
| 4     | TV 09 Petersberg (Axt, Möller, Otto)                                          | 70 (Plätze 14/15/41) |
| 5     | PSV Braunschweig (Georg Schönfeld, Heike, Wolfgang Stennert)                  | 74 (Plätze 21/22/30) |
| 6     | Stuttgarter Kickers (Wolfgang Schönleber, Karl Heinz Knauer, Ulrich Bültmann) | 84 (Plätze 17/32/35) |

Datum: 21. April
fand in Karlsruhe statt

### WaldlaufLangstrecke –10,1 km
| Platz | Athlet, Verein                          | Zeit (min) |
| ----- | --------------------------------------- | ---------- |
| 1     | Manfred Letzerich (Eintracht Wiesbaden) | 29:57,8    |
| 2     | Gottfried Arnold (ASC Darmstadt)        | 30:11,6    |
| 3     | Joachim Ließ (SV Polizei Hamburg)       | 30:14,4    |
| 4     | Lutz Philipp (ASC Darmstadt)            | 30:20,8    |
| 5     | Ludwig Utschneider (TSV 1860 München)   | 30:28,8    |
| 6     | Hans Schweizer (VfL Waiblingen)         | 30:38,6    |

Datum: 21. April
fand in Karlsruhe statt

### WaldlaufLangstrecke, Mannschaftswertung
| Platz | Verein, Besetzung                                                     | (Pkte)                |
| ----- | --------------------------------------------------------------------- | --------------------- |
| 1     | ASC Darmstadt (Gottfried Arnold, Lutz Philipp, Urs Lufft)             | 016 (Plätze 2/4/10)   |
| 2     | SV Polizei Hamburg (Joachim Ließ, Wolfgang Fricke, Karl-Heinz Paetow) | 028 (Plätze 03/12/13) |
| 3     | VfL Waiblingen (Hans Schweizer, Helmut Kallenberger, Fritz Hauser)    | 046 (Plätze 06/16/24) |
| 4     | LBV Phönix Lübeck (Holz, Feddern, Udo Philipp)                        | 088 (Plätze 21/26/41) |
| 5     | SCC Berlin (Hubert Riesner, Wolfgang Schmidt, Hertel)                 | 095 (Plätze 09/36/50) |
| 6     | FC Bayer 05 Uerdingen (Schmitz, Lehmann, Bernd Schleberger)           | 104 (Plätze 17/40/47) |

Datum: 21. April
fand in Karlsruhe statt

## Meisterschaftsresultate Frauen

### 100 m
| Platz | Athletin, Verein                               | Zeit (s) |
| ----- | ---------------------------------------------- | -------- |
| 1     | Ingrid Becker (LG Geseke)                      | 11,6     |
| 2     | Rita Jahn (Alemannia Aachen)                   | 11,7     |
| 3     | Renate Meyer, geb. Rose (OSC Berlin)           | 11,8     |
| 4     | Erika Rost, geb. Pollmann (FC Schalke 04)      | 11,8     |
| 5     | Jutta Schachler (SSV Ulm 1846)                 | 11,9     |
| 6     | Marianne Bollig, geb. Krupp (LV Bad Godesberg) | 11,9     |

Datum: 17. August

### 200 m
| Platz | Athletin, Verein                               | Zeit (s) |
| ----- | ---------------------------------------------- | -------- |
| 1     | Rita Jahn (Alemannia Aachen)                   | 23,7     |
| 2     | Jutta Stöck (OSC Berlin)                       | 23,9     |
| 3     | Marianne Bollig, geb. Krupp (LV Bad Godesberg) | 24,0     |
| 4     | Elisabeth Kamphues (TuS 04 Leverkusen)         | 24,3     |
| 5     | Birgit Pfeiffer (OSC Höchst)                   | 24,5     |
| 6     | Erika Rost, geb. Pollmann (FC Schalke 04)      | 24,6     |

Datum: 18. August

### 400 m
| Platz | Athletin, Verein                               | Zeit (s) |
| ----- | ---------------------------------------------- | -------- |
| 1     | Helga Henning (SV Polizei Hamburg)             | 55,3     |
| 2     | Christa Czekay, geb. Elsler (Vater Jahn Peine) | 56,2     |
| 3     | Gisela Köpke (MSV Duisburg)                    | 56,4     |
| 4     | Birgit Hefti (SV Lurup)                        | 56,5     |
| 5     | Christine Linz (TuS 04 Leverkusen)             | 56,5     |
| 6     | Christel Frese (ASV Köln)                      | 56,7     |

Datum: 17. August

### 800 m
| Platz | Athletin, Verein                                      | Zeit (min) |
| ----- | ----------------------------------------------------- | ---------- |
| 1     | Karin Kessler, geb. Rettmeyer (LG Alstertal-Garstedt) | 2:06,8     |
| 2     | Jutta von Haase (TSV Zehlendorf 88)                   | 2:08,0     |
| 3     | Gerda Klöpfer (Regensburger Turnerschaft)             | 2:08,7     |
| 4     | Hildegard Janze (Hannover 96)                         | 2:08,9     |
| 5     | Gerlinde Hefner (Regensburger Turnerschaft)           | 2:09,5     |
| 6     | Marita Kloth (LBV Phönix Lübeck)                      | 2:10,6     |

Datum: 18. August

### 1500 m
| Platz | Athletin, Verein                                 | Zeit (min) |
| ----- | ------------------------------------------------ | ---------- |
| 1     | Gerda Klöpfer (Regensburger Turnerschaft)        | 4:32,7     |
| 2     | Manuela Preuß (Düsseldorfer SC 99)               | 4:37,9     |
| 3     | Maria Strickling, geb. Inderfurth (OSC Waldniel) | 4:41,8     |
| 4     | Christl Grötzinger (VfL Sindelfingen)            | 4:48,4     |
| 5     | Marlene Loris (TV Elm)                           | 4:57,0     |
| 6     | Thekla Dritzger (SV Klosterbeuren)               | 4:59,6     |

Datum: 21. Juli
fand in Geretsried statt

### 80 m Hürden
| Platz | Athletin, Verein                    | Zeit (s) |
| ----- | ----------------------------------- | -------- |
| 1     | Inge Schell (TSV 1860 München)      | 10,7     |
| 2     | Heide Rosendahl (TuS 04 Leverkusen) | 10,8     |
| 3     | Heidi Schüller (ASV Köln)           | 11,0     |
| 4     | Jutta Fahrtmann (TV Osnabrück)      | 11,1     |
| 5     | Walburga Waneck (TSV 1860 München)  | 11,1     |
| 6     | Heidemarie Kraft (TG 1837 Hanau)    | 11,1     |

Datum: 17. August

### 100 m Hürden
| Platz | Athletin, Verein                       | Zeit (s) |
| ----- | -------------------------------------- | -------- |
| 1     | Walburga Waneck (TSV 1860 München)     | 14,1     |
| 2     | Leonore Koch (Hamburger SV)            | 14,5     |
| 3     | Marion Radmer (VfL Wolfsburg)          | 14,8     |
| 4     | Christa Kamphausen (TuS 04 Leverkusen) | 15,4     |

Datum: 17. August
fand in Geretsried statt
nur 4 Läuferinnen am Start

### 4 × 100 m Staffel
| Platz | Verein, Besetzung                                                                                           | Zeit (s) |
| ----- | --- | -------- |
| 1     | OSC Berlin (Renate Meyer – geb. Rose, Jutta Stöck, Gabriele Großekettler, Hannelore Trabert – geb. Swienty) | 45,9     |
| 2     | TuS 04 Leverkusen (Mertens, Elisabeth Kamphues, Gerlinde Beyrichen, Heide Rosendahl)                        | 46,3     |
| 3     | TSV 1860 München (Inge Schell, Elke Hindemit, Karen Mack, Eva Weimar)                                       | 47,5     |
| 4     | Turnerschaft Bergisch Gladbach (Rath, Jutta Kahmeier, Karin Funke, Annelie Klum)                            | 47,8     |
| 5     | Berliner SC (Gisela Balke, Lange, Sieslack, Buchholz)                                                       | 48,0     |
| 6     | SV St. Georg 1895 Hamburg (Ziderowa, Silke Mattelson, Sannmann, Helga Dabelstein)                           | 48,1     |

Datum: 18. August

### 3 × 800 m Staffel
| Platz | Verein, Besetzung                                                                                      | Zeit (min) |
| ----- | --- | ---------- |
| 1     | LG Alstertal-Garstedt (Irmtraut Heer, Antje Gleichfeld – geb. Braasch, Karin Kessler – geb. Rettmeyer) | 6:51,0     |
| 2     | Düsseldorfer SC 99 (Manuela Preuß, Elsberger, Christa Kofferschläger)                                  | 6:54,0     |
| 3     | Regensburger Turnerschaft (Hahn, Watter, Gerlinde Hefner)                                              | 7:08,2     |
| 4     | LBV Phönix Lübeck (Klatte, Marita Kloth, Deppke)                                                       | 7:12,4     |
| 5     | Hansa-Gemeinschaft 21 Simmerath (Luise Gruhn, Schreiber, Theißen)                                      | 7:16,2     |
| 6     | VfL Wolfsburg (Ingrid Adam, Ursula Simon, Mechthild Achtel)                                            | 7:17,2     |

Datum: 1. September
fand in Hannover statt

### Hochsprung
| Platz | Athletin, Verein                        | Höhe (m) |
| ----- | --------------------------------------- | -------- |
| 1     | Charlotte Marx (USC Mainz)              | 1,71     |
| 2     | Brigitte Sprywald (VfL Bochum)          | 1,69     |
| 3     | Christel Häuser, geb. Drisch (TG Hanau) | 1,66     |
| 4     | Hannelore Görtz (TSG Bad König)         | 1,63     |
| 5     | Helge Rossmann (TV Jahn Wolfsburg)      | 1,60     |
| 6     | Müller (ASC Darmstadt)                  | 1,60     |

Datum: 17. August

### Weitsprung
| Platz | Athletin, Verein                          | Weite (m) |
| ----- | ----------------------------------------- | --------- |
| 1     | Heide Rosendahl (TuS 04 Leverkusen)       | 6,62      |
| 2     | Manon Bornholdt (SV Wahlstedt)            | 6,51      |
| 3     | Heidi Schüller (ASV Köln)                 | 6,06      |
| 4     | Eva Weimar (TSV 1860 München)             | 6,04      |
| 5     | Brigitte Krämer (LG Dortmund)             | 6,00      |
| 6     | Karin Welsch, geb. Wipfler (VfR Mannheim) | 5,95      |

Datum: 18. August

### Kugelstoßen
| Platz | Athletin, Verein                             | Weite (m) |
| ----- | -------------------------------------------- | --------- |
| 1     | Marlene Fuchs, geb. Klein (TSC Euskirchen)   | 16,77     |
| 2     | Gertrud Schäfer (TuS 04 Leverkusen)          | 15,56     |
| 3     | Liesel Huber (TV Burghausen)                 | 14,68     |
| 4     | Sigrun Kofink, geb. Grabert (SV 03 Tübingen) | 14,51     |
| 5     | Sieglinde Schaupp (SSV Ulm 1846)             | 14,50     |
| 6     | Brigitte Berendonk (USC Heidelberg)          | 14,38     |

Datum: 17. August

### Diskuswurf
| Platz | Athletin, Verein                                     | Weite (m) |
| ----- | ---------------------------------------------------- | --------- |
| 1     | Liesel Westermann (TuS 04 Leverkusen)                | 62,50     |
| 2     | Brigitte Berendonk (USC Heidelberg)                  | 53,76     |
| 3     | Anneliese Thieron (TuS 04 Leverkusen)                | 50,60     |
| 4     | Sigrun Kofink, geb. Grabert (SV 03 Tübingen)         | 49,40     |
| 5     | Anne-Chatrine Rühlow, geb. Lafrenz (Preußen Münster) | 48,46     |
| 6     | Marita Becker (ASV Köln)                             | 46,22     |

Datum: 18. August

### Speerwurf
| Platz | Athletin, Verein                                  | Weite (m) |
| ----- | ------------------------------------------------- | --------- |
| 1     | Ameli Koloska, geb. Isermeyer (USC Mainz)         | 57,40     |
| 2     | Almut Brömmel (TSV 1860 München)                  | 51,52     |
| 3     | Hannelore Menzel (SV Siemens Nürnberg)            | 50,88     |
| 4     | Margot Ebel, geb. Kowalski (ASV Berlin)           | 50,44     |
| 5     | Gesine Jeppener, geb. Paulsen (TuS 04 Leverkusen) | 47,58     |

Datum: 17. August

### Fünfkampf,1955er Wertung
| Platz | Athletin, Verein                         | Leistung (Pkte) |
| ----- | ---------------------------------------- | --------------- |
| 1     | Heide Rosendahl (TuS 04 Leverkusen)      | 5040            |
| 2     | Ingrid Becker (LG Geseke)                | 5015            |
| 3     | Brigitte Voß (SV St. Georg 1895 Hamburg) | 4596            |
| 4     | Erika Müller (ASC Darmstadt)             | 4358            |
| 5     | Heidemarie Kraft (TG Hanau)              | 4321            |
| 6     | Rosemarie Böß (SC Tegeler Forst Berlin)  | 4294            |

Datum: 31. August/1. September
fand in Hannover statt

### Fünfkampf, Mannschaftswertung
| Platz | Verein, Besetzung                                                               | Leistung (Pkte) |
| ----- | ------------------------------------------------------------------------------- | --------------- |
| 1     | TuS 04 Leverkusen (Heide Rosendahl, Christa Kamphausen, Inge Geurtz)            | 13.524          |
| 2     | LG Alstertal-Garstedt (Christel Voß, Antje Gleichfeld – geb. Braasch, Schumann) | 12.399          |
| 3     | Hamburger SV (Leonore Koch – geb. Tauer, Dorit Breul, Christa Herzog)           | 12.270          |
| 4     | SC Tegeler Forst Berlin (Rosemarie Böß, Barbara Schubert, Böttge)               | 12.099          |
| 5     | SV St. Georg 1895 Hamburg (Helga Dabelstein, U. Voß, Sannmann)                  | 11.940          |
| 6     | TG Hanau (Heidemarie Kraft, Helga Hauck, Häuser)                                | 11.937          |

Datum: 31. August/1. September
fand in Hannover statt

### Waldlauf–1,4 km
| Platz | Athletin, Verein                               | Zeit (min) |
| ----- | ---------------------------------------------- | ---------- |
| 1     | Anita Rottmüller, geb. Wörner (VTV Mundenheim) | 3:51,7     |
| 2     | Gerda Klöpfer (TV Erkheim)                     | 3:54,6     |
| 3     | Helga Henning (SV Polizei Hamburg)             | 3:59,4     |
| 4     | Christa Kofferschläger (Düsseldorfer SC 99)    | 4:00,7     |
| 5     | Jutta von Haase (TSV Zehlendorf 88 Berlin)     | 4:00,9     |
| 6     | Gerlinde Hefner (Regensburger Turnerschaft)    | 4:03,6     |

Datum: 21. April
fand in Karlsruhe statt

### Waldlauf, Mannschaftswertung
| Platz | Verein, Besetzung                                                           | (Pkte)               |
| ----- | --------------------------------------------------------------------------- | -------------------- |
| 1     | Düsseldorfer SC 99 (Christa Kofferschläger, Manuela Preuß, Schumacher)      | 27 (Plätze 04/7/16)  |
| 2     | VfL Wolfsburg (Christa Merten – geb. Basche, Mechthild Achtel, Ingrid Adam) | 29 (Plätze 08/10/11) |
| 3     | VfL Schorndorf (Margit Brenzinger, Renate Ellwanger, Busch)                 | 75 (Plätze 19/25/31) |
| 4     | TV 09 Petersberg (Schmitt, Hübsch, Freund)                                  | 75 (Plätze 15/28/32) |
| 5     | SC Tegeler Forst Berlin (Gudrun Liedtke, V. Ulbrieg, O. Böttge)             | 86 (Plätze 26/27/33) |
| 6     | SCC Berlin (Sieglinde Bludau, Jochner, Wolski)                              | 92 (Plätze 22/24/36) |

Datum: 21. April
fand in Karlsruhe statt

## Video
- Filmausschnitte u. a. von den Deutschen Leichtathletik-Meisterschaften auf filmothek.bundesarchiv.de, Bereich: 6:27 min bis 8:43 min, abgerufen am 21. April 2021